# Bythaelurus incanus
Bythaelurus incanus es una especie de peces de la familia Scyliorhinidae en el orden de los Carcharhiniformes.

## Morfología
• Los machos pueden llegar alcanzar los 45,4 cm de longitud total.

## Hábitat
Es un pez de mar que vive entre 900-1000 m de profundidad.

## Distribución geográfica
Se encuentra en Australia.